# うべ未来エネルギー
うべ未来エネルギー株式会社（うべみらいエネルギー）は、山口県宇部市に本社を置く地域新電力会社である。

## 概要
宇部市と宇部商工会議所、民間企業7社が共同出資する第三セクターの地域新電力会社として2019年（令和元年）11月1日に設立された。同市では電力小売完全自由化を経た後も、市内で使用される電力の大部分が地域外の事業者から購入される（資金が地域外に流出する）ことが課題となっており、同市環境保全センターのごみ焼却発電などの余剰電力を市内に供給・販売し、利益を市民サービスに還元することで「電力の地産地消」を目指す。
電力構成のうち55%は中国電力の常時バックアップ電源で、環境保全センターのごみ焼却発電は約36%、残りは日本卸電力取引所から調達する。将来的には市内の太陽光発電所などからも電力を購入する予定。電力需給管理は中国電力子会社のエネルギア・ソリューション・アンド・サービスへ委託する。
電力供給は2020年4月から開始し、設立当初3年間は経営安定化のため供給先を市内の小中学校やふれあいセンターなど公共施設に限定する。市の公共施設が使用する電力の約3割を供給し、電力料金は従前の契約から5%削減を見込む。3年目までに78施設、年間約1100万キロワット時を供給し、経営の安定化後は一般家庭や民間企業への供給も開始する。

## 沿革
- 2019年（令和元年）11月1日 - 設立[1]。
- 2020年（令和2年）4月 - 電力供給事業開始予定[2]。